# Torneo de Zhengzhou 2023
El Zhengzhou Open 2023 fue un torneo de tenis profesional que se jugó en canchas duras al aire libre. Fue la 7ª edición del torneo, perteneció a la WTA Tour 2023 en la categoría WTA 500. Tuvo lugar en el Henan Provincial Stadium en Zhengzhou, China, del 9 al 15 de octubre de 2023.

## Distribución de puntos
| Modalidad           | Campeona | Finalista | Semifinales | Cuartos de final | 3ª ronda | 2ª ronda | 1ª ronda | Clasificadas | 2ª ronda de clasificación | 1ª ronda de clasificación |
| Individual femenino | 470      | 305       | 185         | 100              | 55       | 30       | 1        | 25           | 13                        | 1                         |
| Dobles femenino     | 470      | 305       | 185         | 100              | -        | -        | 1        | -            | -                         | -                         |

## Cabezas de serie

### Individuales
| Tenista              | Ranking | Preclasificada |
| Coco Gauff           | 3       | 1              |
| Elena Rybakina       | 5       | 2              |
| Maria Sakkari        | 6       | 3              |
| Ons Jabeur           | 7       | 4              |
| Karolína Muchová     | 9       | 5              |
| Caroline Garcia      | 10      | 6              |
| Barbora Krejčíková   | 12      | 7              |
| Daria Kasatkina      | 13      | 8              |
| Veronika Kudermetova | 16      | 9              |
| Donna Vekić          | 21      | 10             |
| Liudmila Samsonova   | 22      | 11             |

- Ranking del 2 de octubre de 2023.

### Dobles
| Tenista                           | Ranking | Preclasificada |
| Gabriela Dabrowski Erin Routliffe | 24      | 1              |
| Desirae Krawczyk Demi Schuurs     | 24      | 2              |
| Shuko Aoyama Ena Shibahara        | 31      | 3              |
| Laura Siegemund Vera Zvonareva    | 32      | 4              |

## Campeonas

### Individual femenino
Qinwen Zheng venció a  Barbora Krejčíková por 2-6, 6-2, 6-4

### Dobles femenino
Gabriela Dabrowski /  Erin Routliffe vencieron a  Shuko Aoyama /  Ena Shibahara por 6-2, 6-4